# Новопокровка (Генічеський район)
Новопокро́вка (в минулому — Покровка, Джавкиргиз або Джав Киргиз) — село в Україні, у Новотроїцькій селищній громаді Генічеського району Херсонської області.
Населення становить 1371 осіб.

## Географія
Село розташоване за 22 км від центру територіальної громади та за 55 км від найближчої залізничної станції Новоолексіївка. Площа: 80,981 км².

## Історія
Село вперше згадується в історичних документах у 1855 році під назвою Джани-Киргиз.
Станом на 1886 рік у селі Покровка Громівської волості Дніпровського повіту Таврійської губернії мешкало 834 особи, налічувалось 89 дворів.
12 червня 2020 року, відповідно до розпорядження Кабінету Міністрів України № 713-р «Про визначення адміністративних центрів та затвердження територій територіальних громад Запорізької області», увійшло до складу Новотроїцької селищної громади.
17 липня 2020 року, в результаті адміністративно-територіальної реформи та ліквідації  Новотроїцького району, увійшло до складу Генічеського району.
В селі функціонують: загальноосвітня школа, дитячий садок, бібліотека, будинок культури.
24 лютого 2022 року село тимчасово окуповане російськими військами під час російсько-української війни.

## Населення

### Мова
Розподіл населення за рідною мовою за даними перепису 2001 року:
| Мова       | Відсоток |
| ---------- | -------- |
| російська  | 78,26%   |
| українська | 21,52%   |
| інші       | 0,22%    |

## Відомі люди
- Ушаков Едуард Анатолійович — солдат батальйону «Донбас», учасник російсько-української війни 2014—2017.